# Martin Groman

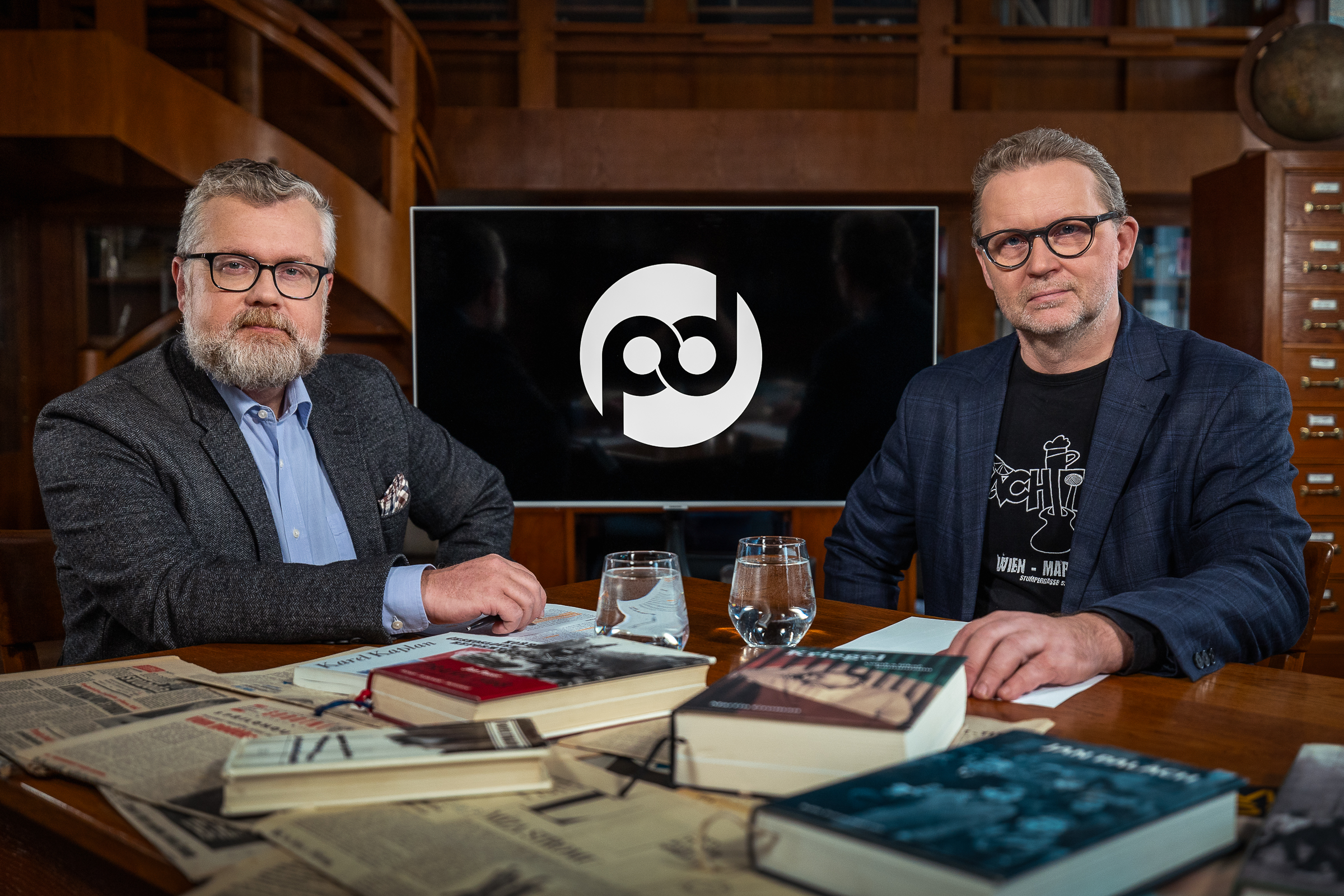
Podcast Přepište dějiny, zleva doprava: publicista Martin Groman a historik Michal Stehlík

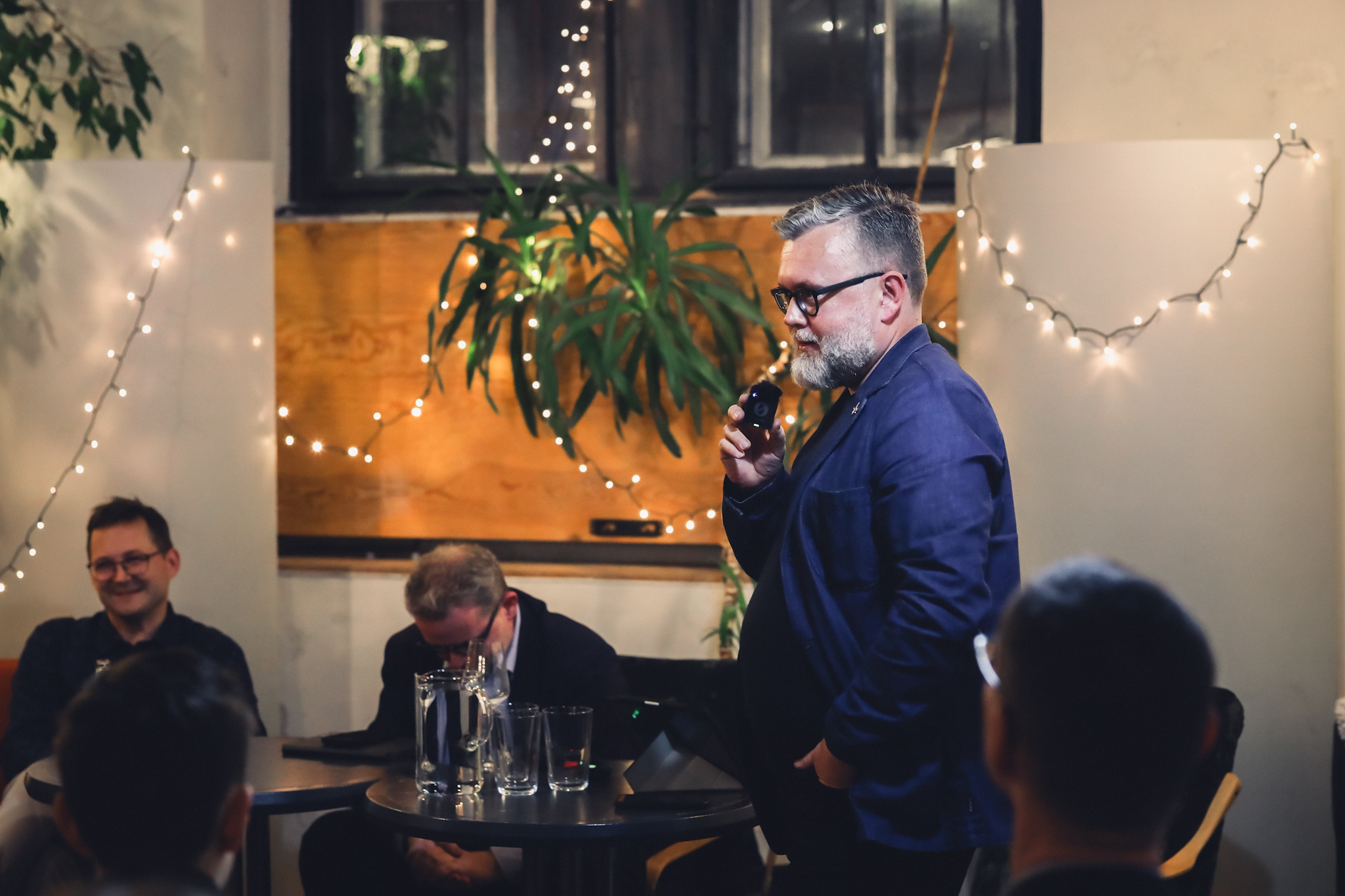
Martin Groman při natáčení podcastu Přepište dějiny v centru Wikimedia Česká republika (14. listopadu 2024)

Martin Groman (* 1976) je český novinář, rozhlasový publicista, autor prací z oboru historie české žurnalistiky.

## Život
Martin Groman se narodil v roce 1976. Je absolventem Fakulty sociálních věd Univerzity Karlovy (FSV UK), kde se vzdělával v oboru mediální studia se zaměřením na moderní dějiny české žurnalistiky. Jako publicista se Martin Groman věnuje moderní české a československé historii a soustřeďuje se i na problematiku médií.
Nějakou dobu pracoval v Českém rozhlase jako hlasatel a rozhlasový dokumentarista. Je autorem dokumentům věnovaných některým postavám českých dějin (František Kriegel; Stanislav Budín; Ferdinand Peroutka; Alexander Dubček; atd.) Pro stanici Českého rozhlasu Vltava připravoval po dobu deseti let (společně s rozhlasovým moderátorem a redaktorem Tomášem Černým) pořad Schody času. Za tento pořad získali oba v roce 2008 ocenění v mezinárodní soutěži a přehlídce rozhlasových pořadů a tvorby Prix Bohemia Radio.
Martin Groman připravil pro stanici Českého rozhlasu Dvojka cyklus s názvem Modrá krev, který pojednává o současných potomcích významných českých šlechtických rodů a také autorsky stál za četbou z historického románu spisovatele Jiřího Šulce Dva proti Říši, který se věnuje událostem před a po atentátu na Reinharda Heydricha.
V době od srpna 2016 do ledna 2018 vykonával Martin Groman funkci šéfredaktora stanice Českého rozhlasu Dvojka. Spolu s historikem Michalem Stehlíkem je Martin Groman spoluautorem podcastu Přepište dějiny, za který oba dva v roce 2024 získali Cenu Miroslava Ivanova (cena byla udělena za popularizaci a cyklus tří dílů knihy Přepište dějiny). Martin Groman působí ve Společnosti Ferdinanda Peroutky a je činný v porotě Ceny Františka Kriegla.

## Výběr z publikačních aktivit (chronologicky)
- Groman, Martin, ed. a Karfík, Vladimír, ed. Ztraceni v davu: osudy novinářů ve 20. století. Vydání 1. Praha: Matfyzpress, 2005; 167 stran; ISBN 80-86732-73-8.
- Groman, Martin. Komunista bez legitimace: Stanislav Budín. Vydání první. Praha: Ústav pro studium totalitních režimů, 2015; 270 stran; ISBN 978-80-87912-41-6.
- Stehlík, Michal a Groman, Martin. Přepište dějiny. Vydání první. V Brně: Jota, 2021; 259 stran; ISBN 978-80-7565-766-4.
- Stehlík, Michal a Groman, Martin. Přepište dějiny podruhé. Vydání první. V Brně: Jota, 2022; 301 stran; ISBN 978-80-7689-056-5.
- Stehlík, Michal a Groman, Martin. Přepište dějiny potřetí. Vydání první. Brno: Jota, 2022; 301 stran; ISBN 978-80-7689-308-5.
- Groman, Martin. Kriegel: voják a lékař komunismu. Vydání první. V Praze: Paseka, 2023; 575 stran + xxxii stran obrazových příloh; ISBN 978-80-7637-379-2.
- Groman, Martin. Novináři ve stranické linii: řízení regionálního tisku v Československu v letech 1948-1956 na příkladu libereckého regionu. První vydání. Praha: Univerzita Karlova, nakladatelství Karolinum, 2023; 274 stran; ISBN 978-80-246-4975-7.
- Stehlík, Michal a Groman, Martin. Přepište dějiny potřetí. Vydání první. V Brně: Jota, 2023; 301 stran; ISBN 978-80-7689-308-5. (Dostupné také zde)
- Groman, Martin. Kriegel: voják a lékař komunismu (zvukový záznam). Praha: Tympanum s.r.o., 2024, 2 audiodisky (22 hodin a 20 minut).
- Stehlík, Michal a Groman, Martin. Přepište dějiny (nejen) k maturitě: české 20. století v souvislostech. Vydání první. V Brně: Jota, 2024; 334 stran; Populárně naučná; ISBN 978-80-7689-327-6.